# Codex Palatinus germanicus 152

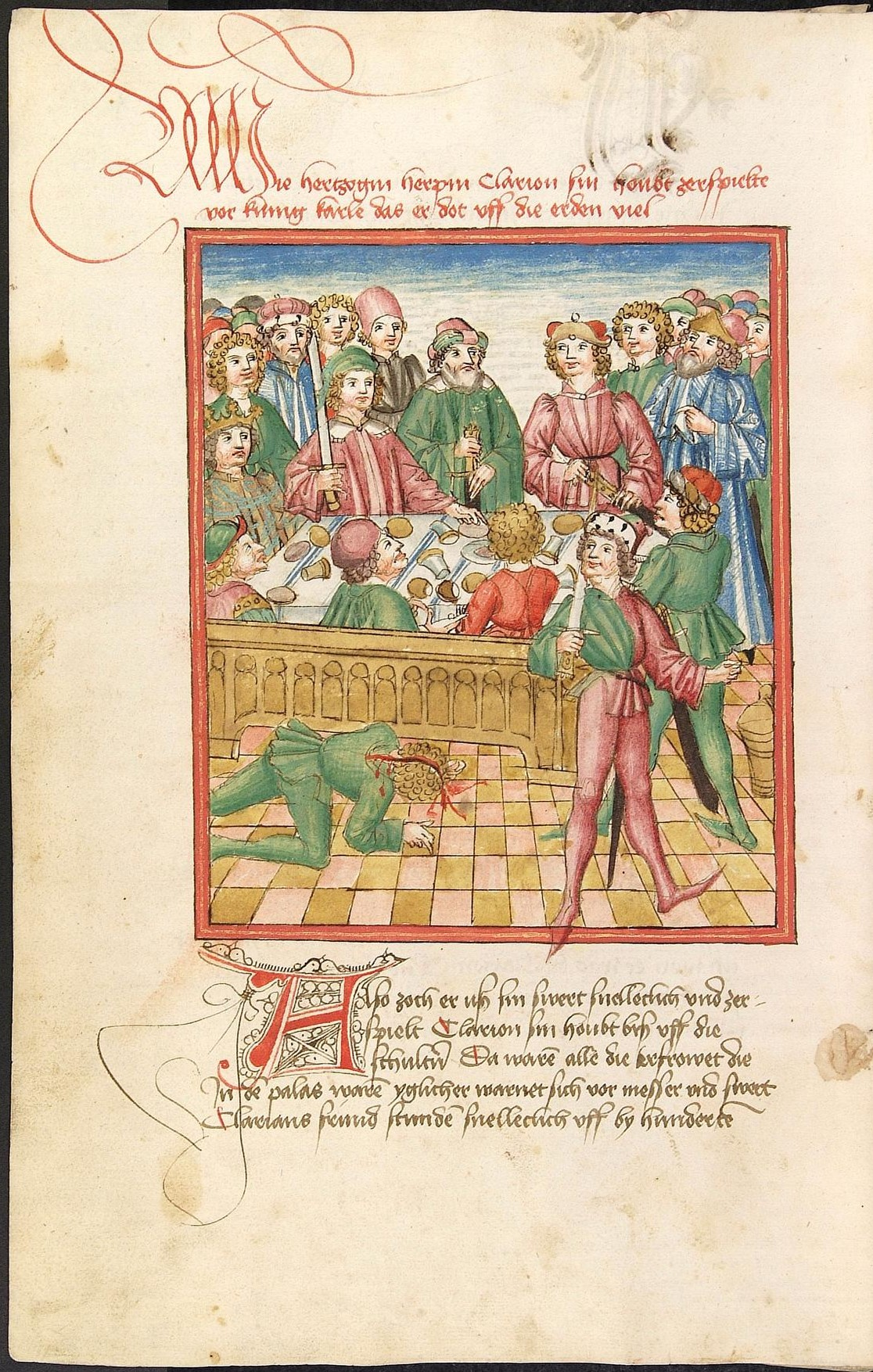
Cod. Pal. germ. 152, Blatt 2v: Herpin – Hoftag König Karls (Karl der Große), Herzog Herpin von Bourges steht mit erhobenem Dolch neben dem Leichnam Clarions, die Tisch-Gesellschaft ist wegen der Blutrache in Aufruhr

Der Codex Palatinus germanicus 152 ist eine spätmittelalterliche Handschrift der ehemaligen Bibliotheca Palatina in Heidelberg. Die Handschrift gehört zu den Codices Palatini germanici, den deutschsprachigen Handschriften der Palatina, die seit 1816 in der Universitätsbibliothek Heidelberg aufbewahrt werden; Signatur der UB-Heidelberg und gängige fachwissenschaftliche Bezeichnung ist Cod. Pal. germ. 152 (Kurzform: Cpg 152).
Der Codex wurde im Auftrag Margarethes von Savoyen um 1475 von der Werkstatt des Ludwig Henfflin angefertigt, vermutlich in Stuttgart.
Die Bilderhandschrift enthält die Historie Herpin in der deutschen Übertragung der französischen Textvorlage durch Elisabeth von Nassau-Saarbrücken.

## Beschreibung

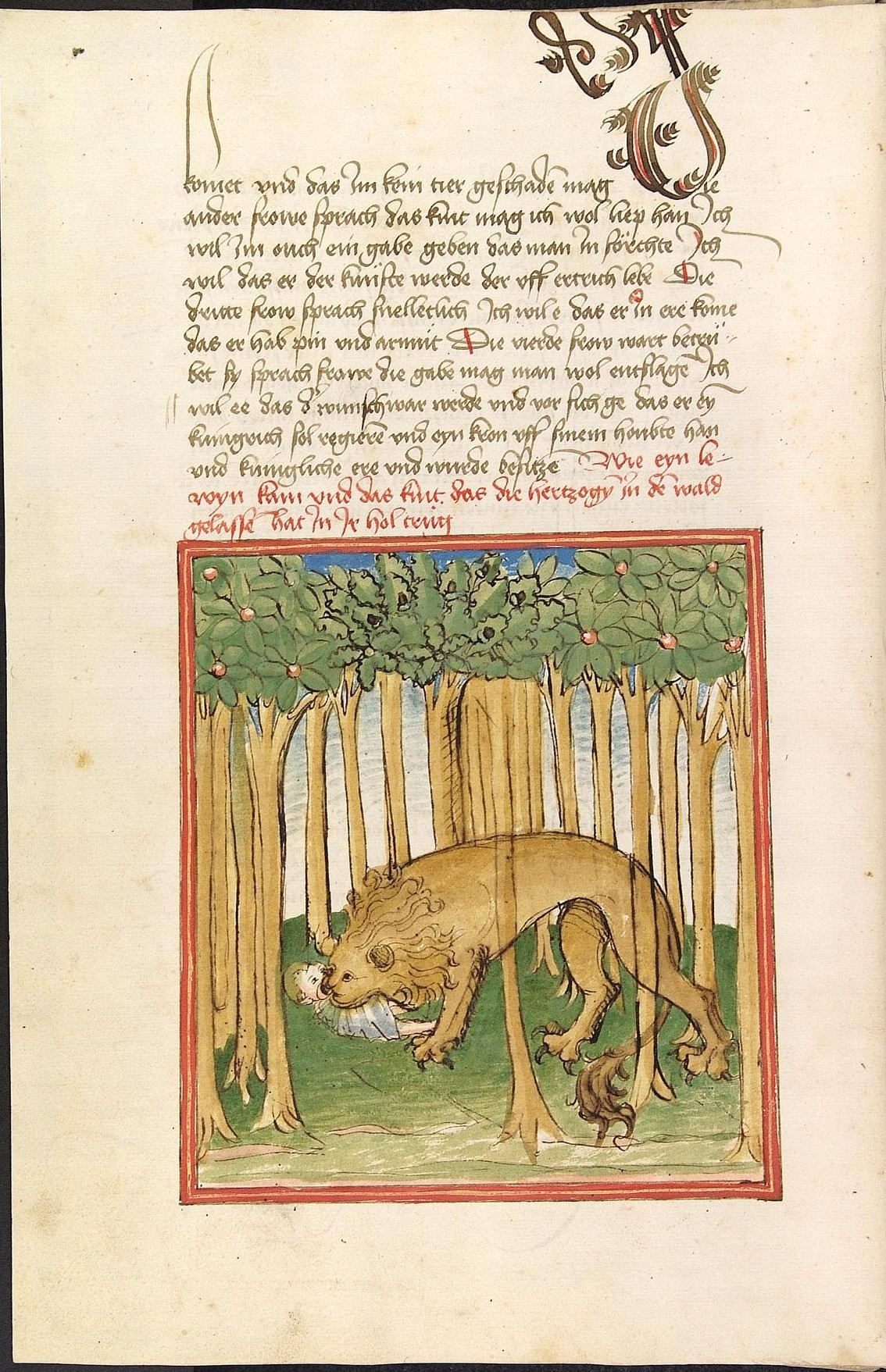
Cod. Pal. germ. 152, Blatt 7v: Herpin – Die Löwin findet den Säugling von Herzog Herpin und seiner Frau Adelheid

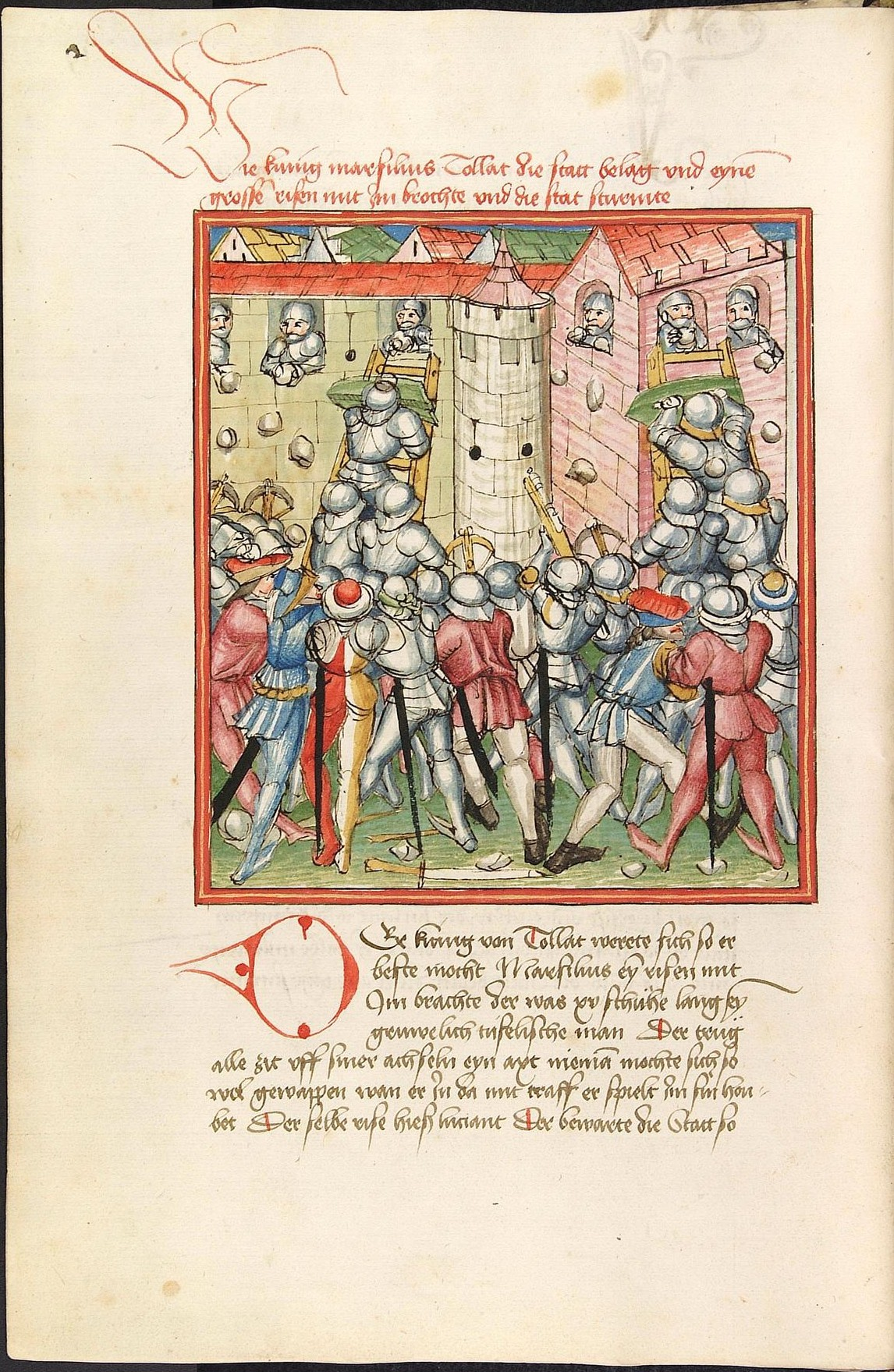
Cod. Pal. germ. 152, Blatt 19v: Herpin – Belagerung Tollats (Toledos), die heidnischen Ritter versuchen, die Stadt zu stürmen

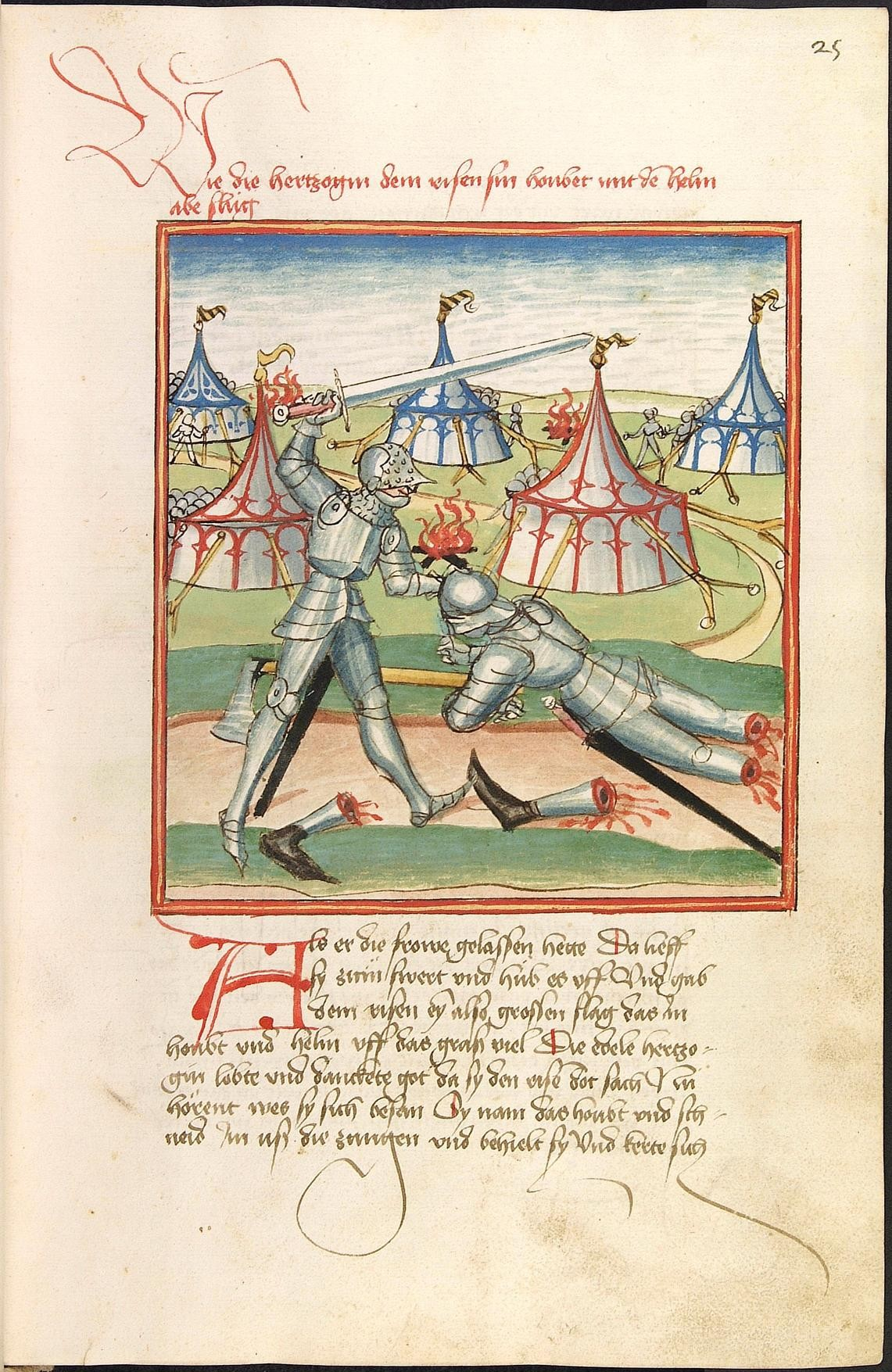
Cod. Pal. germ. 152, Blatt 25r: Herpin – Die Herzogin (als Mann verkleidet) hat den Riesen besiegt und schlägt ihm den Kopf ab

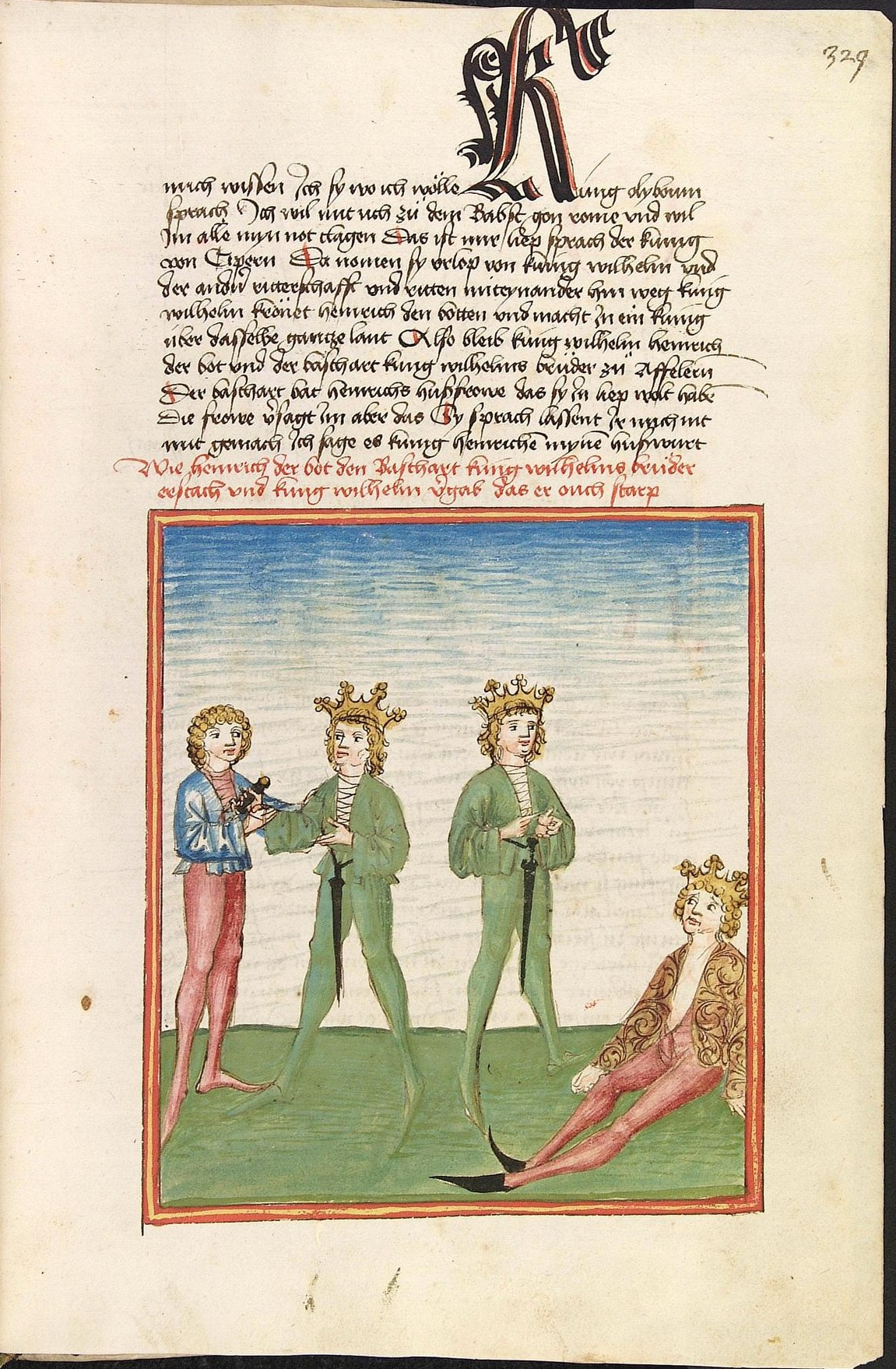
Cod. Pal. germ. 152, Blatt 329r: Herpin – Heinrich ersticht aus Eifersucht Gerhart, dessen Bruder Wilhelm stirbt vor Schmerz, als er davon erfährt; Doppeldarstellung Heinrichs in der Mitte der Illustration

Der Codex ist eine Papierhandschrift mit 337 Blättern. Die Foliierung des 17. Jahrhunderts zählt die mit Text beschriebenen Blätter 1–332 durch; die Blätter 1*–3* sind mit moderner Zählung versehen, ebenso die Blätter 333* und 334*.
Die Blattgröße der Handschrift beträgt 29,7 × 19,8 cm, dabei ist ein Schriftraum von 20,5–21 × 11,5–12 cm beschrieben mit 31 bis 35 Zeilen pro Seite. Schriftform ist eine Bastarda von einer Hand, dem Schreiber D der Werkstatt Henfflin, der auch Schreiber von Cod. Pal. germ. 142 war. Die Bildüberschriften sind in roter Farbe ausgeführt. Rote, mitunter auch tintenfarbene Initialen ziehen sich über drei bis neun (Blatt 1r) Zeilen und sind häufig mit tintenfarbenem Fleuronnée-Besatz und Binnenfeld-Ornamentik verziert, mitunter zusätzlich mit kleinen Profilfratzen versehen (Blätter 1r, 208v, 227r). Rote Lombarden sind über drei bis vier Zeilen gezogen, darüber hinaus schmücken zahlreiche Cadellen (tintenfarben und rot) den Text. Abgesehen von vereinzelten Maniculae (=zeigende Händchen: Blätter 33r/v, 34r, 101v, 110v, 114v) gibt es keine Randglossen.
Die Handschrift insgesamt ist beginnendem Tintenfraß ausgesetzt. Der Pergamenteinband wurde in Rom im 17. Jahrhundert ergänzt.

### Miniaturen
Alle drei überlieferten Handschriften der Herpin-Übersetzung Elisabeths sind illustriert, aber die Heidelberger Handschrift Cod. Pal. germ. 152 besitzt mit ihren 260 Miniaturen das „vollständigste Bildprogramm“. Die durchgehend gerahmten Darstellungen nehmen jeweils die Hälfte bis zu zwei Dritteln einer Seite ein. Zeichner ist der erstmals von Hans Wegener (1927) so benannte Zeichner A der Werkstatt Henfflin, der, Wegener folgend, mit wenigen Ausnahmen auch Zeichner aller anderen Bilder in den Handschriften der Werkstatt war. Wegener beurteilt die Illustrationen des Zeichners A generell als „recht unbedeutend“ und kritisiert die „affektlose Ruhe der Bilder“ als „steife und leere Eleganz“.
Die neuere Forschung des 20. und 21. Jahrhunderts hebt dagegen den unterhaltenden Charakter der Bildfolgen und die Anschaulichkeit der Darstellungen aus der Werkstatt Henfflin hervor, sieht auch das Bemühen um Perspektive gegenüber früheren elsässischen Illustratoren und betont die Richtigkeit der Proportionen bei der Figurendarstellung. Nur die Mimik wird als „weitgehend ausdruckslos“ bezeichnet, häufig zeigen die Gesichter „eine nicht zum Text passende Fröhlichkeit“. Allerdings beabsichtigte der Zeichner offensichtlich auch gar nicht, mit seinen Darstellungen besondere Emotionen über den Text hinaus zu vertiefen; sein „Interesse [...] liegt in der Handlung, nicht in ihrer psychologischen Motivierung.“ Besonderheit der Zeichnungen ist deren moderner narrativer Charakter und der Detailreichtum der Darstellungen. Der Illustrator der Werkstatt Henfflin entwarf für die unterschiedlichen literarischen Werke jeweils „Illustrationszyklen“ und bediente sich vielfach des Kunstgriffs der „simultanen Illustration“, indem er aufeinander folgende Situationen einer Geschichte in einer einzigen Darstellung parallel abbildete, wie in der Darstellung der Sterbeszene der Söhne Lewes (Blatt 329r).

## Herkunft
Die Handschrift wurde um 1475 von der Werkstatt des Ludwig Henfflin angefertigt, wahrscheinlich in Stuttgart. Die Schreibsprache ist niederalemannisch.
Auftraggeberin war Margarethe von Savoyen (1420–1479), ihr Wappen ist in den Cadellen der Blätter 85v und 206v eingezeichnet. Margarethe war in dritter Ehe mit Ulrich V. (1413–1480), Graf von Württemberg-Stuttgart, verheiratet. Das einzige Kind aus ihrer zweiten Ehe mit dem pfälzischen Kurfürsten Ludwig IV. (1424–1449), Kurfürst Philipp von der Pfalz (1448–1508), erbte die Handschrift nach Margaretes Tod 1479. Damit gelangte die Handschrift aus Stuttgart nach Heidelberg und wurde später Teil der Bibliotheca Palatina.
Die Handschrift gehörte zum Bestand der älteren Schlossbibliothek und wurde bei der Katalogisierung 1556/59 verzeichnet mit dem Katalogeintrag: Historia von hertzog Herpin und Khonig Carolo Aůf papir geschrieben. 1.2.3.; ähnlich der Eintrag des Bibliothekstitels bei dieser Gelegenheit: Hÿstoria von hertzog herpin vnnd könnig karll (Blatt 1r). Die Inhaltsangabe auf dem Vorderspiegel ist ein Eintrag des Bibliothekars Hermann Finke aus dem 20. Jahrhundert.
Wie die anderen Handschriften der kurfürstlich-pfälzischen Bibliotheken kam der Codex nach der Eroberung der Kurpfalz im Dreißigjährigen Krieg 1622 nach Rom in den Besitz der Vatikanischen Bibliothek und wurde mit den anderen deutschsprachigen Beständen der Palatina im Rahmen der Regelungen während des Wiener Kongresses erst 1816 nach Heidelberg zurückgeführt.

## Inhalte
Inhalt der Handschrift ist die Prosa-Historie Herpin, ein spätmittelalterlicher Abenteuerroman. Als Autorin des Romans wurde und wird meist Elisabeth von Nassau-Saarbrücken angesehen; zumindest die engagierte Förderung des in den 1430er Jahren entstandenen Werks durch die Herzogin ist gesichert. Zusammen mit drei weiteren Romanen, die ebenfalls Elisabeth zugeschrieben sind und im selben Zeitraum entstanden – Huge Scheppel, Sibille und Loher und Maller –, bildet der Herpin einen Zyklus chronikalischer Abenteuererzählungen aus dem Umfeld des Sagenkreises um Karl den Großen (747/48–814).
Der Herpin verbindet dabei historische Ereignisse aus der Geschichte des ersten Kreuzzugs (1096–99) – das historische Vorbild des Herzogs Herpin ist der Vicomte Eudes de Bourges (gestorben um 1109) – mit dem Sagenkreis um Karl den Großen, der selbst als handelnde Figur im Herpin auftritt.
Vorlage des Romans ist die französische Chanson de geste Lion de Bourges vom Anfang des 14. Jahrhunderts, entsprechend ist der Titel auch in den Handschriften der Prosa-Übertragung Elisabeths tradiert als Lewen buch von Burges in Berrye. Der Titel Herpin – nach der ersten auftretenden Hauptfigur – ist seit dem 19. Jahrhundert etabliert und geht auf Karl Goedeke zurück, ist aber bereits im 16. Jahrhundert nachweisbar. Dieser Titel ist insofern irreführend, dass zwar die Geschichte Herpins den Ausgangspunkt der Handlung bildet – Verlust der Ehre und des Besitzes nach einer Blutrache an einem Verleumder –, dass es aber eigentlich um die Geschicke von dessen Sohn Lew (Löwe, weil er von einer Löwin gesäugt wurde) geht, der versucht, seine Herrschaft zu restituieren. Übergeordnetes, „zentrales Thema ist der Verlust von Besitz und Familie und deren Wiedergewinnung trotz zahlreicher Wendungen des Schicksals und höfischer Intrigen.“